# 国鉄タキ6050形貨車
国鉄タキ6050形貨車（こくてつタキ6050がたかしゃ）は、かつて日本国有鉄道（国鉄）および、1987年（昭和62年）4月の国鉄分割民営化後は日本貨物鉄道（JR貨物）に在籍した私有貨車（タンク車）である。
本形式と同一の専用種別であるタキ15900形についても本項目で解説する。

## タキ6050形
タキ6050形は、液体硫酸アルミニウム専用の35t 積タンク車として1964年（昭和39年）5月13日から1980年（昭和55年）6月4日にかけて6ロット8両（コタキ6050 - コタキ6057）が近畿車輛、汽車製造、川崎重工業の3社にて製作された。
記号番号表記は、特殊標記符号「コ」（全長 12 m 以下）を前置し「コタキ」と標記する。本形式の他に液体硫酸アルミニウムを専用種別とする形式には、タキ15900形（後述）の1形式のみが存在した。
所有者は、水澤化学工業の1社のみでありその常備駅は羽越本線の中条駅と羽前水沢駅であった。
1979年（昭和54年）10月より化成品分類番号「98」（有害性物質、腐食性のあるもの）が標記された。タンク体は普通鋼製（一般構造用圧延鋼材）であり内面にゴムライニングを施し使用された。荷役方式は、タンク上部の液入管からの上入れ、S字管を使用した液出管と空気管使用による上出し方式である。
車体色は黒色、寸法関係は全長は11,200mm、全幅は2,520mm、全高は3,743mm、台車中心間距離は7,100mm、実容積は26.9m3、自重は17.8t、換算両数は積車5.5、空車1.8であり、台車はベッテンドルフ式のTR41C又はTR41E-12とTR213Cである。
1987年（昭和62年）4月の国鉄分割民営化時には車籍がJR貨物に継承されたが、1998年（平成10年）2月に最後まで在籍した7両（コタキ6050 - コタキ6052 ,コタキ6054 - コタキ6057）が廃車となり同時に形式消滅となった。

### 年度別製造数
各年度による製造会社と両数、所有者は次のとおりである。（所有者は落成時の社名）
- 昭和39年度 - 1両
  - 近畿車輛 1両 水澤化学工業（コタキ6050）
- 昭和41年度 - 1両
  - 近畿車輛 1両 水澤化学工業（コタキ6051）
- 昭和42年度 - 2両
  - 近畿車輛 2両 水澤化学工業（コタキ6052 - コタキ6053）
- 昭和44年度 - 1両
  - 汽車製造 1両 水澤化学工業（コタキ6054）
- 昭和49年度 - 2両
  - 川崎重工業 2両 水澤化学工業（コタキ6055 - コタキ6056）
- 昭和55年度 - 1両
  - 川崎重工業 1両 水澤化学工業（コタキ6057）

## タキ15900形
タキ15900形は、液体硫酸アルミニウム専用の35t 積タンク車として1969年（昭和44年）5月21日より1972年（昭和47年）9月26日にかけて3ロット4両（コタキ15900 - コタキ15903）が新潟鐵工所1社のみにて製作された。
本形式はタキ6050形がコタキ6054まで製造された直後より開始されたが、本形式の製造終了後は再びタキ6050形に製造が移行された。記号番号表記は、特殊標記符号「コ」（全長 12m 以下）を前置し「コタキ」と標記する。
所有者は、水澤化学工業、三庫商事の2社でありその常備駅は全車羽越本線の中条駅であった
1979年（昭和54年）10月より化成品分類番号「98」（有害性物質、腐食性のあるもの）が標記された。タンク体は耐候性高張力鋼であり内面にゴムライニングを施し使用された。荷役方式は、タンク上部の液出入管からの上入れ、S字管を使用した液出入管と空気管使用による上出し方式である。
車体色は黒色、寸法関係は全長は10,800mm、全幅は2,420mm、全高は3,630mm、台車中心間距離は7,000mm、実容積は26.9m3、自重は14.5t、換算両数は積車5.0、空車1.4であり、台車はベッテンドルフ式のTR41Cであった。
1987年（昭和62年）4月の国鉄分割民営化時には全車の車籍がJR貨物に継承されたが、1998年（平成10年）2月に最後まで在籍した3両（コタキ15900 - コタキ15902）が廃車となり同時に形式消滅となった。

### 年度別製造数
各年度による製造会社と両数、所有者は次のとおりである。（所有者は落成時の社名）
- 昭和44年度 - 2両
  - 新潟鐵工所 1両 水澤化学工業（コタキ15900）
  - 新潟鐵工所 1両 三庫商事（コタキ15901）
- 昭和47年度 - 2両
  - 新潟鐵工所 2両 水澤化学工業（コタキ15902 - コタキ15903）